# Thomas Ludger Dupré

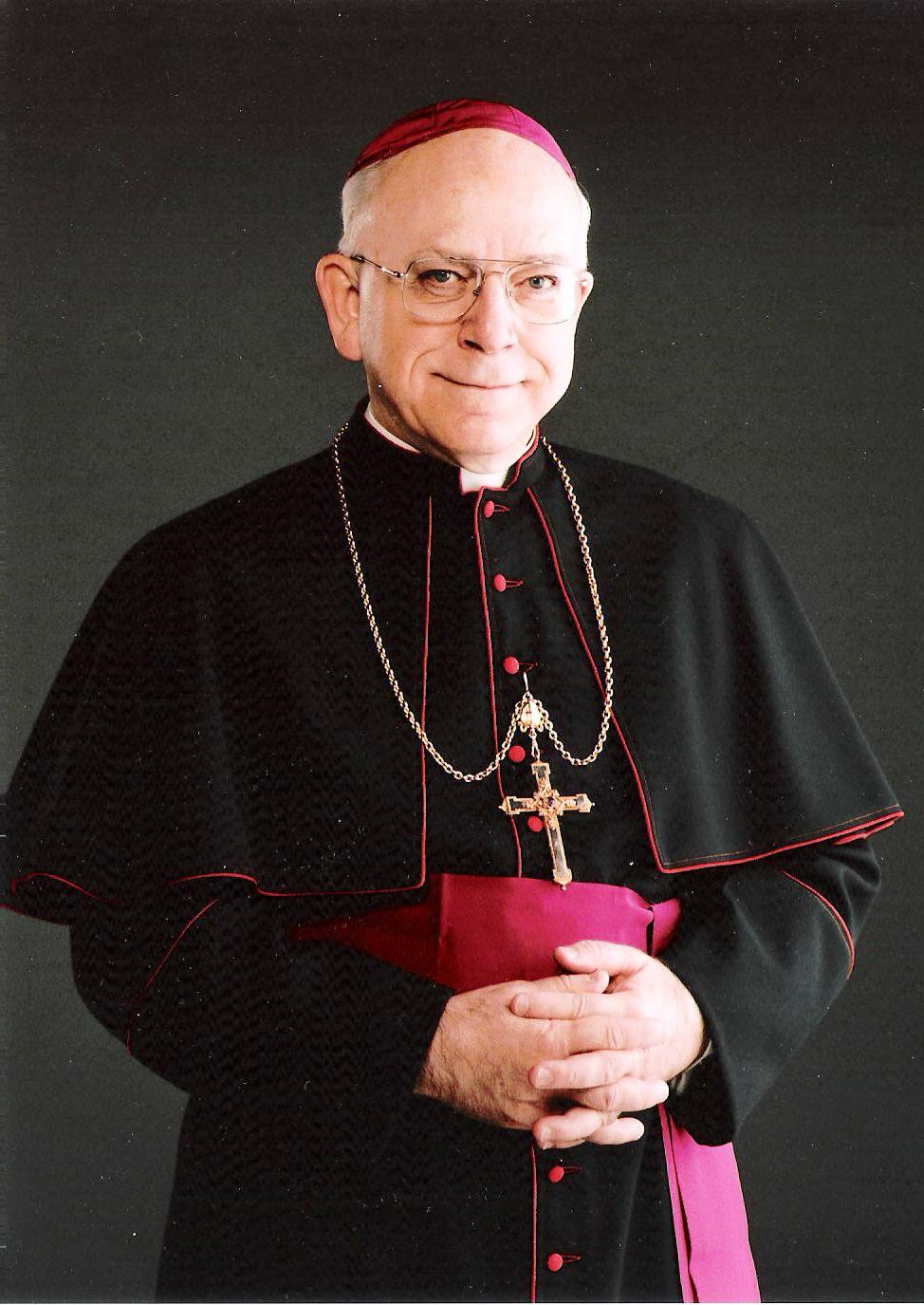
Bischof Thomas Ludger Dupré

Thomas Ludger Dupré (* 10. November 1933 in South Hadley, Massachusetts; † 30. Dezember 2016) war ein römisch-katholischer Bischof von Springfield.

## Leben
Thomas Ludger Dupré studierte am Collége de Montréal in Kanada und wechselte dann zum Theologiestudium nach kurzem Aufenthalt am Assumption College in Worcester, Massachusetts, an das Grand Seminar von Montreal. Am 23. Mai 1959 empfing Dupré die Priesterweihe durch Bischof Christopher Joseph Weldon. Dupré war zunächst als Kurat an der St. George Church in Chicopee tätig und ging dann für weitere Studien an die Catholic University of America in Washington, D.C. 1966 erhielt Dupré eine Anstellung an der St. Joseph Church in Springfield. Als Priester war er in den folgenden Jahren in den Kirchengemeinden St. John the Baptist in Ludlow (1970 bis 1973), in der Kirchengemeinde Nativity of the Blessed Virgin in Chicopee (1973 bis 1977) und in der Kirchengemeinde St. Louis de France in West Springfield (1978 bis 1990) tätig.
Papst Johannes Paul II. ernannte Thomas Ludger Dupré am 7. April 1990 zum Titularbischof von Hodelm und zum Weihbischof im Bistum Springfield. Die Bischofsweihe am 31. Mai desselben Jahres spendete ihm der Bischof von Springfield, Joseph Francis Maguire. Mitkonsekratoren waren Timothy Joseph Harrington, Bischof von Worcester, und Leo Edward O’Neil, Koadjutorbischof von Manchester.
Am 14. März 1995 wurde Dupré Bischof von Springfield in Massachusetts. Dupré war Nachfolger des Bischofs John Aloysius Marshall.
Am 11. Februar 2004 legte Dupré aus gesundheitlichen Gründen sein Amt als Bischof nieder. Seine Amtsniederlegung erfolgte, nachdem die regionale Zeitung The Springfield Republican Dupré mit zwei Missbrauchsfällen von Messdienern aus seiner früheren Zeit als einfacher Priester konfrontiert hatte. Im September 2004 wurde Dupré von einem Gericht in Hampden County wegen sexuellen Missbrauchs von Kindern strafrechtlich angeklagt. Da die Straftaten mittlerweile verjährt waren, wurde das Strafverfahren eingestellt. Nach dem Ende des Strafverfahrens ließ sich Dupré im psychiatrischen Krankenhaus in katholischer Trägerschaft St. Luke Institut in Silver Spring, Maryland, behandeln. Zuletzt lebte Dupré in St. Luke.